# 尼登哈尔
尼登哈尔（德語：Niedernhall，發音：[ˈniːdɐnˌhal] ⓘ）是德国巴登-符腾堡州斯图加特行政区霍恩洛厄县的城市，面积17.71平方千米，2023年12月31日人口为4,213人。